# ハーフライフ (ゲーム)
『ハーフライフ』 (Half-Life, HλLF-LIFE) は、1998年11月にSierra Studiosから発売されたファーストパーソン・シューティングゲーム（FPS）である。開発はValve Software。日本では初期版がソースネクストから、Game Of The Year Edition以降のバージョンはサイバーフロントから発売された。

## ストーリー
主人公のゴードン・フリーマン博士はニューメキシコ州にある米政府が管理している研究施設「ブラックメサ研究所」に着任し、最初の仕事である特異物質の分析実験に参加していた。しかし実験が始まるなり異常が発生。装置の暴走で施設は崩壊し、さらに人間を襲うエイリアンが次々に出現、地下深くにある研究所は地獄と化してしまう。
H.E.V.スーツ（特殊防護服）を着ていたおかげで生き延びたゴードンは、破壊された研究所の中でエイリアンと戦いながら地上を目指す。一方、地上からは、事件の揉み消しのために派遣された海兵隊と、大統領直属の暗殺部隊が迫っていた……。

## 概要
主人公の視点がそのままゲーム画面となる、ファーストパーソン・シューティングゲーム。エンジンはid Softwareからライセンスを受けたQuakeエンジンに独自改良を加えた、GoldSrcエンジンを使用している。
このゲームの大きな特徴は、次々と出てくる敵を撃ち倒すという従来の一般的なFPSのスタイルに、「仲間と協力しながら真相を究明し生き延びる」という"目的"と"謎解きの要素"、"ドラマ性"を加えた事である。また敵・味方のキャラクターが優れたAIを備えていることも、このゲームを際立った存在にした要素のひとつ。例えば、従来型の「ただプレイヤーに向かって攻撃を仕掛けてくる敵」とは違い、本作の敵は仲間と協力し、役割を分担し、臨機応変に攻撃方法を変え、プレイヤー以外の別勢力とも戦い、場合によっては逃亡さえする。味方も同様、プレイヤーを助ける為に状況に応じて、援護や回復などの適切な行動をとることができる。その他、印象的なオープニングやストーリー進行に表されるように、映画的な表現手法を効果的に使用して、よりリアルな臨場感やストーリーへの没入感を増すことにも成功した。これらの革新的な発想と技術がプレイヤーにすばらしい体験を与えたことが評価され、50以上もの賞を獲得した。また、柔軟性を持つGoldsourceエンジンのおかげもあり、『カウンターストライク』などのハーフライフ用MODが数多くリリースされ、MODによってはそれ目当てに『Half-Life』を購入するほど通信対戦が盛り上がったものも存在した。その結果、6年以上に及ぶロングセラー製品になった。海外においてはPlayStation 2版も発売された。
後述するスピンオフ作品や続編も作られ、2004年には新規に開発したDirectX 9対応のゲームエンジン「Source」を採用した『ハーフライフ2』が発売、こちらも多くの賞を獲得した。2006年にさらにその続編として『HλLF-LIFE² Episode one』（当初のネーミングは『Aftermath』）、2007年10月に『Episode Two』が発売された。引き続き、『Episode Three』の発売が予定されている。

### バリエーション

#### 本編
通常版
オリジナル。『ハーフライフ』では、ゲーム内の情報は英語の台詞で表現されており、日本語版であっても台詞の吹き替えは行われていない（非公式ながら、日本語の字幕を追加するMODが存在する）。
High Definition Pack（HDパック）
通常版に追加するアドオンで、人物や武器を中心に3Dモデルの質を向上させる。元はBlue Shiftのパッケージに付属していた。
Half-Life:Source
『ハーフライフ2』のエンジンであるSourceエンジンを用いてリメイクしたバージョン。2004年6月11日発売。光源や水面などグラフィックの表現が向上し、足場が物理演算で揺れたりする効果も追加された。AIの強化や、一部サウンドの変更も行われている。またゲーム内容以外では、任意のチャプターから始められる機能がつき、日本語版ではメニューなどの日本語化が行われた（台詞は英語のまま）。エンジンが異なるため、オリジナル版のMODは動作しない。
規制版
ドイツなどゲームに関する規制が厳しい地域向けのバージョン。プレイヤーによる殺人などの暴力表現が抑えられており、「人間の敵兵がロボットに変更」「戦闘で血しぶきが飛ばない」「仲間が殺せず、しりもちをついて気絶するだけ」といった変更が加えられている。日本で発売されているパッケージも、一部はこの規制版になっている。『Half-Life:Source』にも同様の版がある。
Black Mesa:Source
新しいエンジンを用いて、オリジナルを基にマップやサウンド、グラフィック等をリメイクした大型MOD。2012年9月14日のリリースではchapter13までプレイでき、2015年5月10日にSteamでのアーリーアクセス販売を開始。2019年12月24日にはChapter 19まで完成。2020年3月7日にバージョン1.0の完成版となった。
その後、グラフィックや様々なマップの調整などを施したDefinitive Editionを2020年11月25日に無料アップデートで公開した。

#### スピンオフ作品
Half-Life:Opposing Force
1999年発売。本編では敵である、海兵隊を主人公にしたストーリー。

Half-Life:Blue Shift
2001年発売。ブラックメサ研究所の警備員の一人を主人公にしたストーリー。

Half-Life:Decay
2001年にPS2版Half-Lifeの拡張キャンペーンとして売。ブラックメサ研究所の学者の二人を主人公にしたストーリー。協力プレイ専用として設計されており、2で発売された3作目の拡張パック作品。

Half-Life: Alyx
2020年3月24日発売。VR専用。Half-Life2の前日譚となる作品。

#### MOD
Half-Life: Counter-Strike
1999年6月発売。対戦FPS用のMOD（アドオンゲーム）としてリリースされた。2000年に正式版の1.0がリリースされて以降、独立したタイトルとしてシリーズ化されている。

#### パッケージ
ハーフライフはいくつかのバージョンのパッケージがリリースされている。また、Steamではダウンロード販売も行われており、市販パッケージとは異なる組合わせのものもある。
| 初期版                                            | 1998年10月に発売された初期バージョン。バージョン番号は1.0.0.5。日本では英語版日本語マニュアル付きのものがソースネクストから発売されていた。 |
| ゲーム・オブ・ザ・イヤー・エディション            | 1999年に50以上もの賞を獲得したのを記念して発売された初期版のリプレース。バージョンが1.0.0.9に上がった。またチームフォートレス・クラシックが同梱されている。2004年11月には廉価版が発売。                                                              |
| ミレニアムパック（Adrenaline Pack）               | 1999年。ゲーム・オブ・ザ・イヤー・エディションに『Opposing Force』を加えたパッケージ。海外名は『Adrenaline Pack』。 |
| Generation 3                                      | 2002年。本編、『Opposing Force』、『Blue Shift』、『チームフォートレス・クラシック』、『カウンターストライク』をひとまとめにしたパッケージ。ヨーロッパ向けに発売された。                                                                             |
| Platinum Collection 2nd                           | 2002年。上記と同様であるが、北米向きでCD-Keyが4つ入っており、紙のマニュアルがついてくるという違いがある。 |
| Half-Life2 ゲーム・オブ・ザ・イヤー・エディション | 2005年。『Half-Life2』のパッケージで、『Half-Life:Source』が含まれている。『カウンターストライク』のSource版も同梱。 |
| Half-Life 1 Anthology                             | 2005年。本編（Source版ではなく通常版）、『Opposing Force』、『Blue Shift』、『チームフォートレス・クラシック』の4本が入ったセット。バージョンによっては昨今の規制の関係で本編がドイツ規制版に差し替えられている。                                    |
| Half-Life Complete                                | 発売年不明。『Half-Life 1』、『Opposing Force』、『Blue Shift』、『Team Fortress Classic』、『Half-Life 1: Source』、『Half-Life 2』、『Ep.1』、『Ep.2』の8本が入ったセット。Half-Lifeシリーズはこのパックを購入すれば一通りプレイすることができる。 |

## シングルプレイ

### ゲームモード
難易度が3段階から選択できる。難易度を上げた場合は、以下の違いが生じる。
- 敵の耐久力が上がる。
- アイテムや回復設備での回復量が下がる。

また本編とは別に、一通りの操作を学べるトレーニングモードが付いている（ブラックメサ研究所の訓練コースという設定）。

### チャプター
本編は19のチャプターに分けられているが、最初と最後はオープニング及びエンディング扱いなので、実質的には17になる。体験版の「Uplink」は、13と14の間にあったストーリーを補完すると言う位置付けになっている。日本語訳は『Half-Life:Source』のもの。
1. ブラックメサへようこそ（Black Mesa Inbound）
2. 特異物質（Anomalous Materials）
3. 予測不可能（Unforseen Consequences）
4. 研究施設（Office Complex）
5. "敵を発見!"（We've Got Hostiles）
6. 爆破試験場（Blast Pit）
7. 発電機（Power Up）
8. 構内モノレール（On a Rail）
9. 理解（Apprehension）
10. 廃棄物処理場（Residue Processing）
11. 科学の罪（Questionable Ethics）
12. 緊張の高まり（Surface Tension）
13. "フリーマンに構うな!"（Forget About Freeman!）
14. ラムダコア（Lambda Core）
15. 異界（Xen）
16. ゴーナークの巣（Gonarch's Lair）
17. 侵入者（Interloper）
18. ニヒランス（Nihilanth）
19. 終焉（End Game）

各チャプターは独立したものではなく、全てのマップが一つに繋がっているシームレスなものになっている。場合によっては、廻り廻って以前に通った場所に戻ってくる場面も存在する。物理的に退路が遮断されていなければ、次のチャプターに進んだ後でもいつでも前のチャプターに戻る事が可能。

### 登場キャラクター

#### 人間
ゴードン・フリーマン
本作の主人公。27歳。マサチューセッツ工科大学大学院卒業の理論物理学博士である。初仕事である特異物質実験で事故に遭遇し、それによって崩壊し始めたブラックメサから脱出を試みることとなる。
H.E.V.スーツ
ゴードンが着用している、ブラックメサ研究所で開発された防護服。正式名称は「Hazardous EnVironments suits Mark IV」、劇中での略称は「ハザードスーツ」。放射線や毒物、高温・低温など有害な環境において高い防護効果を発揮する。防御力を発揮するには充電が必要で、施設内に点在する専用設備によってチャージする。他に痛み止め等の薬品を自動投与したり、ガイガーカウンター等の計測装置も搭載されている。
G-MAN
ゲーム中、そこかしこで姿を見せる謎の男。常にビジネススーツ姿で、アタッシュケースを所持している。政府機関の人間であるような台詞があるが、正体は不明。続編にも登場し、シリーズ全体を通してのキーマンとなっている。
HECU
ブラックメサでの事故の後に研究所に送り込まれた米国海兵隊の部隊で、重装備の歩兵およびM1エイブラムスやM2ブラッドレー歩兵戦闘車などの地上兵器、V-22などの航空機で構成されている。事故の証拠隠滅とそれに関与したブラックメサ関係者の抹殺がその目的である。派遣後エイリアンからの攻撃で大きな被害を受け、不完全な撤退をすることとなる。チームを組んで行動し、主人公が姿を隠すとそこに手榴弾を投げてくる。倒すと使っている武器（MP5かショットガン）を落とす。H.E.V.スーツと似た機能を持ったP.C.V.（Powered Combat Vest）を着用している為、耐久力は高い（と『Opposing Force』では説明されている）。
サイドストーリーの『Opposing Force』では、海兵隊員であるエイドリアン・シェパード伍長が主人公となる。
研究員
ブラックメサで各種研究をしていたゴードンの同僚たち。災害後は事件の関係者として海兵隊の攻撃対象となってしまう。ゴードンよりも高いアクセス権限を持っているため、ゴードンが開けられない扉も開けることが出来る。また、医学の知識も持ち合わせており、ヘルスが少なくなっている場合は注射器で回復もしてくれる（連れ歩いている警備員も回復する）。戦闘能力はなく、連れ歩いている時にエイリアンに出くわすと怯えて隠れてしまう。
警備員
ブラックメサで各セクターの警備を担当している。グロック17とボディアーマーで武装しており、敵を発見すると銃で応戦する。研究員同様、セキュリティの解除も可能。ショットガンやマグナムを持った警備員もいるが、死体としてしか登場しない。
こちらから攻撃しない限りは敵対しないが、敵対関係でなくともダメージ判定が存在するので発砲中の彼らの射線上に入るとダメージを受けてしまう。
サイドストーリーの『Blue Shift』では警備員であるバーニィ・カルフーンが主人公となる。
ブラックオプス
漆黒のラバースーツを纏った特殊部隊の人間。動きが俊敏な上、ステルス装置により姿がほとんど見えない。また正確で威力の高い攻撃を仕掛けてくる。本編では全員がピストルで武装した女性であるが『Opposing Force』では重火器や火砲なども使用する男性隊員も多数見られる。
本編ではゴードンと敵対している描写のみであるが、実際には事態の収拾に失敗し撤退する海兵隊の隠滅と核弾頭を用いた施設の完全消滅が主目的らしく、『Opposing Force』にて敵として立ち塞がる。

#### 兵器
HECUが持ち込んだ兵器類。表記は50音順。
AH-64 アパッチ
HECUの攻撃ヘリコプター。チャプター12のダム湖でゴードンを空襲した後、渓谷にて中ボスとして立ちはだかる。
高威力の機銃とミサイルで武装しているうえに機動力が高く、ロケットランチャーやガウスガン以外の攻撃が効かない。その他の銃でメインローターを撃ち続けることでも撃破できるが、大量の弾薬を必要とする。ただ、『Half-Life:Source』では、ローター以外を撃ってもダメージが通るよう変更された。
ダム湖ではダメージを与えれば撃退可能だが、この時点ではガウスガン以外に有効な武器がないので交戦せずに逃げることも可能。渓谷では出現する直前にロケットランチャーと大量の弾薬を入手できるが、撃墜しなければ障害物の岩石が排除できず先に進めない。
M35 2.5tトラック
兵員や補給物資の輸送に使われたと思しき車両。背景オブジェクト扱いで破壊は不可能だが、車内には武器や補給品が残されていることが多い。
F-16 ファイティングファルコン
チャプター12で度々登場する多用途戦闘機。遠景で施設を爆撃する様子や、地上のエイリアンを爆撃する姿を見るだけで直接戦闘の機会はない。
M2ブラッドレー歩兵戦闘車
チャプター12で登場する歩兵戦闘車。機関砲を装備したタイプと対戦車ミサイルを装備したタイプがある。
アパッチと同様、車体にはロケットランチャーや手榴弾などの爆発物、あるいはガウスガンしか通用しない。砲塔を銃火器で撃ち続けることでも撃破可能だが弾薬の消費が激しい。ただ、車体に飛び乗ってバールで砲塔を数十発殴って破壊することも可能。
M1エイブラムス
HECUの主力戦車。チャプター12および13で登場。
強力な主砲に加え、旋回性や火力に優れた機銃を装備、さらに耐久力も優れた難敵。M2ブラッドレーと同様に車体には爆発物やガウスガンしか通用しない。しかし、機銃はロケットランチャーで破壊することが可能なほか、やはり砲塔を銃火器やバールで攻撃することで撃破することも可能。
チャプター13では無人のものが放置されており、ゴードン自身が主砲や機銃を操作して攻撃することが可能。
V-22 オスプレイ
チャプター12で登場する兵員輸送用の航空機。
機体そのものは非武装だが、放置しておくと空挺部隊が次々に運ばれてくるため危険。ロケットランチャーやガウスガンで撃墜することが可能。
また、着陸した機体も登場するが、エイリアンたちの総攻撃で破壊されてしまう。

#### エイリアン
異次元世界「Xen」の生命体。表記は50音順。
イクチオサウルス
水中に棲む大型の魚型エイリアン。非常に獰猛で、水中と言う事もあり攻撃手段が限られる為、かなりの強敵。
同名の魚竜とは姿が全く異なり、鎌のような腕を持つ。
エイリアン・グラント
Xenの合成兵士。人間よりも身体が大きく、肩や脚部などに鎧を纏っている。右手のハイブハンドから誘導性の高い虫を連射するほか、接近戦では高威力のパンチ攻撃も使ってくる。耐久力が高いうえに鎧部分には低威力の銃弾が通用せず、マグナムやクロスボウの威力も軽減されてしまう。動きもずんぐりした見た目に反してなかなか俊敏な為、厄介な敵。グラント（Grunt）とは歩兵を指すスラングである。
なお、『Half-Life:Source』では鎧の防御能力が機能しておらず、どの部位を銃撃してもダメージを与えることが可能。
エイリアン・コントローラー
Xenの支配階級らしき存在。大きな頭部を持ち、下半身は退化しているほか胸からも一本腕を生やした三本腕であることが特徴。ゲーム後半、ラムダ・コアからXenへの突入を図るゴードンを襲撃した。空中を浮遊して高所からの攻撃を仕掛けてくる。手からエナジーボールを連続で放ってくるほか、頭部からは高威力で誘導性の高いエナジーボールも発射する。また、名前の通りエイリアン・スレイブを操る能力を持っており、Xenで工場作業に従事している非好戦的なスレイブたちもコントローラーが出現すると同時に凶暴化して主人公を攻撃してくる。
エイリアン・スレイブ
Xenの世界の奴隷兵士。主人公を見るとしばらく力を溜めた後に射程の長い電撃を撃ってくる。見てからよける事は不可能なので、遮蔽物に身を隠して避ける必要がある。接近すると格闘で攻撃してくるが、これも電気を帯びている。
正式名はボーティーガンツと呼ばれる知的生命体らしく本来は極めて理知的かつ友好的な種族であり、続編では地球へと移住しており地球人と共にとある勢力を相手に共闘する同盟関係になる。
ガルガンチュア
巨大な姿の一つ目をした怪獣。体力が高いうえに外骨格により銃弾は一切効かず爆発物やグルーオンガンで攻撃しなければダメージを与えられない。本編では計3回登場しており通常はイベントによって倒すか無視して逃げる事になるが、非常にしつこく一度認識されると物理的に遮断されない限り延々と追跡してくる。地面を叩いて発する衝撃波は触れるとほぼ即死級の威力を持つほか、両手から放つ炎も非常に強力。巨体に似合わず動きも素早い。『Opposing Force』では捕縛されている姿を見ることが出来るが、放置しておくとワイヤーを自力で振り解いて解放されてしまう。
ゴーナーク
Xenに棲息する巨大なヘッドクラブ。成熟したヘッドクラブが変態する最終形態と言われており、腹部からは臓器らしき袋がぶら下がっている。チャプター16はタイトルが示す通り、この怪物の巣窟が舞台となる。尖った脚で殴って攻撃するほか、放物線軌道を描いて落下する体液弾を発射したり、多数の幼体を生み出す能力を持つ。ロケットランチャーを数発当ててようやく撃退可能なほど体力が高く、逃亡するゴーナークが障害物を破壊しなければ進めない場所もあるのでチャプター16を通して4回も戦う必要がある。
『Black Mesa:Source』では体液弾が着弾後に間を置いて爆発したり、拡散する体液散布、高威力の突進や瓦礫投擲が追加されるなど大幅に強化されている。チャプター16自体が長くなったのでゴーナークとの遭遇回数も増している。
スナーク
エイリアンの幼生。単眼であること以外は甲虫のような姿をしており、ダクト内や壁に巣を形成している。巣に近づくと集団で登場して暴れ周り、しばらくすると自爆する。身体が小さく動きも素早い為攻撃を当てる事が難しい。放っておけば勝手に自滅するので相手にせず逃げるか隠れるのが一番有効。巣に産み付けられた卵を拾うことで武器としても使用できる。
ゾンビ
ヘッドクラブに取り付かれた研究員のなれの果て。ヘッドクラブの分泌する毒素で身体は相当な変異を起こしており、高い耐久力とパワーを持つ。ただし移動は遅く、攻撃も肥大化した鉤爪で殴りつける以外にはない。身体を攻撃して倒すとヘッドクラブが離脱して襲ってくるが、ヘッドクラブを狙撃して倒せばゾンビも死亡する上に弾薬の消費も僅かで済む。『Blue Shift』、『Opposing Force』においては、海兵隊員や警備員のゾンビも登場する。
テンタクル
巨大な緑色の、鋭いくちばしを持った龍のような外見の敵。地面の穴から顔を出し（同じ穴に複数居るケースが多い）、非常に威力の高いくちばしで突付いて攻撃・捕食する。目が見えない為に姿を見せても反応しないが、音には敏感で足音がしたり音の大きい攻撃をすると瞬時にその方向を突付き始める。立ち歩きかしゃがみ歩きをしながら近付いて、遠くに手榴弾を投げて爆発させ、その方向に気をとられているうちに通過したり梯子を昇り降りする、というのがセオリーになる。武器は全く通用せず、チャプター6では特殊なイベントを起こして倒す事になる。他チャプターでは撃破不能。
ニヒランス
本作のラスボス。大型化したエイリアン・コントローラー、あるいは巨大な胎児のような姿をしている。その正体は多次元連合帝国「コンバイン」から逃れるためXenに隠れ住んだ異次元の知的生命体。同様の経緯でXenに避難してきたボーティーガンツ（エイリアン・スレイブ）を支配している。Xenに侵入した主人公はニヒランスのテレパシーと思しき声を何度か聞いており、チャプター18にて遂に対峙、交戦する。
攻撃手段は腕を開くような動作で大量に発射する白い光弾と。手を合わせるような動作で発射する緑色の巨大な光弾。後者は命中してもダメージを受けない代わりに、Xen内の別の部屋に転送されてしまう（部屋は三種類存在し、敵がいるほか弾薬や回復アイテムなどが置かれている）。また、体の周りを浮遊する多数の光球はダメージを相殺するバリアのような機能を有し、光球が減ると部屋上部のクリスタルからエネルギーが供給され回復してしまうので、まずは三つのクリスタルを破壊して回復手段を断つ必要がある。ある程度ダメージを与えると弱体化して光弾を一発しか撃てなくなるほか、頭部が花弁のように開いて弱点の脳が露出。この脳にダメージを与えることで撃破出来る。
バーナクル
天井に張り付いた、赤いフジツボのような外見のエイリアン。触手を垂れ下げ、これに触れたものを絡め取って引き上げ、大きな口で食べてしまう。研究員や海兵隊員、警備員の区別無く食べるので、真っ先に排除する必要がある場合もあるが、あえて手を出さずに敵を食べさせるという戦法も取れる。あえて捕まり引き上げられる途中で倒す事により、ショートカット出来たり隠し部屋に行けたりする事もある。その場から移動することはない。『Opposing Force』では生物兵器へと転用されており武器として使用できる。
ハウンドアイ
大きな一つ目をした、ずんぐりした体躯で3つ足（前足2本、後足1本）のエイリアン。主人公を見つけると走り寄ってきて、しばらく力を溜めた後に全方向に衝撃波を発する。威力は弱いが、近くにある爆発物が誘爆することがある。
ブルスクイド
その名の通り、ブルのような身体にスクイドのような触手の伸びた顔を持ったエイリアン。遠距離では口から吐く酸、近距離では体当たりで攻撃してくる。酸はかなり正確に飛ばしてくる為、遠くに居ても油断してはいけない。好戦的で、ヘッドクラブや別のブルスクイドと出遭うと攻撃を始める。
ヘッドクラブ
序盤から登場する小型エイリアン。肌色の体と4本の手足を持ち、前脚は鎌のように鋭い。普段はよちよちと歩いているだけだが、近付くといきなり飛び掛かってくる。人間の頭に飛び掛かり噛み付く性質があり、張り付かれた人間はやがてゾンビとなる。ダクト内などの閉所で待ち伏せていることが多い。
リーチ
水中に大量に生息している、ヒルのような小さな敵。噛み付き攻撃をしてくるが、非常に弱い。続編では地球の海で大量に繁殖してしまったかのような描写が存在する。

### 登場する武器
全14種類。武器によっては、メインの使い方とは別の機能（セカンダリアタック）を備えている。表記順は、ゲーム中での武器切り替え操作に準じた。
バール
最初に手に入る武器。主に木箱や障害物を破壊するのに使う。射程が極めて短い為、敵と戦うのには向かない。
振りは大きいが連続ヒット時は一時的に攻撃速度が増加する。水中でも使用可能なので、水中のヒルの排除にも適している。
- プライマリ：打撃（攻撃力:10）
- セカンダリ：なし

拳銃（グロック17）
ブラックメサ研究所の警備員が装備している、9mm口径の自動拳銃。威力は低いが高い命中精度を持っている。水中でも使用可能。弾はマシンガンと共通。セカンダリアタックでは速射が出来るが、精度は大幅に落ちてしまう。HDパックを適用しているとベレッタM92に変わる。
- プライマリ：発砲（攻撃力：8）
- セカンダリ：速射
- 装弾数：17、予備弾：250（MP5と共通）

マグナム（コルト・パイソン）
.357口径のリボルバー拳銃。威力と精度を兼ね備えた強力な武器。しかしリボルバーであるため装弾数が少なく、リロードも遅い上、反動が強いため素早く連射できないので、敵を一発で仕留めたい時などに使うことが多い。
- プライマリ：発砲（攻撃力：40）
- セカンダリ：なし(Black Mesa:Sourceの場合アイアンサイトを覗く)
- 装弾数：6、予備弾：36

マシンガン（H&K MP5）
海兵隊が使用している短機関銃で、精度は低いが連射性能に優れる。銃弾は拳銃と共通。M203 グレネードランチャーが装着されており、これにより榴弾を発射することも可能。着弾すると即爆発する為、手榴弾では逃げられてしまう敵にも効果が大きい。この武器の使い勝手の良さから、ゲーム中で一番お世話になる武器である。HDパックを適用しているとM4A1に変わる。
- プライマリ：発砲（攻撃力：5）
- セカンダリ：榴弾発射（攻撃力：100）
- 装弾数：50、予備弾：250（グロック17と共通）、榴弾の予備：10

ショットガン（フランキ・スパス12）
海兵隊やブラックメサの警備員が使用している散弾銃。遠距離では効果がないが、接近戦では絶大な威力を発揮する。セカンダリアタックでは2発同時に発射でき更に威力が上がるが、反動も大きくなる。
- プライマリ：発砲（攻撃力：5 x 6）
- セカンダリ：2発同時発砲
- 装弾数：8、予備弾：125

クロスボウ
5連発式のボウガン。マグナム以上の威力があり、狙撃用のスコープも備えている。水中でも使用可能。また発射時に音がしないため、攻撃しても敵に気付かれない。着弾までにタイムラグがあることと、撃ったあとの隙が大きいことが欠点である。
- プライマリ：発射（攻撃力：50）
- セカンダリ：ズーム
- 装弾数：5、予備弾：50

RPG
海兵隊の重火器。ロケット弾を発射し、戦車やヘリなども数発で撃破できる。誘導オンにするとレーザーポインタが照射され、これが当たっているところにロケットが飛ぶようになる。実はこのレーザーポインターはM2ブラッドレーから発射されたミサイルも誘導できるバグがあり、うまく円を描くようにミサイルを誘導すれば、発射したM2ブラッドレー自身に当てることが可能。何故か水中でも使用可能で、魚雷にもなる。外観はオリジナルだがドイツのArmbrustに一番酷似している。
- プライマリ：発射（攻撃力：100）
- セカンダリ：誘導のオン/オフ切り替え
- 装弾数：1、予備弾：5

ガウスガン
ブラックメサ研究所で開発されていたレーザー銃のプロトタイプ。高精度かつ高威力のレーザーを連射できる。爆発物以外では戦車や戦闘ヘリに対し、有効なダメージを与えられる数少ない武器。レーザーは壁などで1回だけ反射する性質を持つ。またセカンダリアタックでエネルギーを溜めることにより、威力を高めることが可能。ただし溜めすぎると暴発してダメージを受ける。溜め撃ちでは強烈な反動が発生するのでハイジャンプも可能だが、背後に壁があった場合、衝突して死ぬ場合があるので注意が必要。エネルギー制で1発撃つごとに2消費、溜め撃ちでは最大13が消費される。エネルギーパックを取ると20回復する。そのエネルギーパックに「放射能」のマークが描いてあるため、原動力はプルトニウムと思われる。
- プライマリ：レーザー発射（攻撃力：20）
- セカンダリ：チャージ
- 最大エネルギー：100（グルーオンガンと共通）

グルーオンガン
ブラックメサ研究所で開発された特殊兵器で渦を巻く光線を前方に放射する。発射中のエネルギー消費は激しいがほとんどの敵を一瞬でバラバラにしてしまう威力がある。エネルギーはガウスガンと共通。
- プライマリ：発射（攻撃力：14）
- セカンダリ：レバー操作
- 最大エネルギー：100（ガウスガンと共通）

ハイブハンド
エイリアン・グラントが使用する物と同じ、虫型エイリアンを発射する兵器。弾である虫型エイリアンは無限に生産されるため弾切れに陥ることがない。
プライマリの弾は敵を自動追尾し曲がり角などで役立つ。セカンダリアタックでは追尾機能をオフにして高速で連射する。一部の目標はセカンダリでないと命中しない。
- プライマリ：誘導弾（攻撃力：8）
- セカンダリ：高速連射
- 弾数：8（自然回復）

手榴弾
海兵隊も使用している手榴弾。発射ボタンを押し続けることで投げるまでの時間を調整可能。前進しながら投げると遠くまで飛ぶ。
- プライマリ：投擲（攻撃力：100）
- セカンダリ：なし(Black Mesa:Sourceの場合転がす)
- 所持数：10

リモコン爆弾（サッチェルチャージ）
設置後、自由なタイミングで起爆できる爆弾。主に待ち伏せ攻撃に使う。セカンダリで2つ以上設置して同時に爆発させることも可能。エレベーターやベルトコンベアに流して離れたところの敵や障害物を排除すると言った使い方も出来る。Steam版は2023年の25周年記念アップデートから操作方法が変更された。
- プライマリ：1個目の設置、起爆（攻撃力：150）（Steam版:設置）
- セカンダリ：2個目以降の設置（Steam版:起爆）
- 所持数：5

トリップマイン
海兵隊がトラップとして使用している、レーザーセンサー付きの仕掛け爆弾。壁や床に設置すると青いレーザーが発せられ、光線が遮られたり照射されている物体が動くと起爆する。もし罠として設置されているところに出くわしたら、手榴弾を放り込むか、遠くから本体を狙い撃てば排除出来る。設置したトリップマインを足がかりにすることが出来るので、それを利用してのショートカットも可能。
- プライマリ：設置（攻撃力：150）
- セカンダリ：なし
- 所持数：5

スナーク
エイリアンの幼生。投げつけて使用する。習性は敵として登場するものと同じで、投げられた方向へしばらく走った後、敵味方を問わず一番近い生き物に襲いかかる（状況によっては、ゴードン自身に向かってくる）。その後、15秒経つと自爆する。敵はスナークへの攻撃に気を取られてしまうため、その隙に攻撃したり逃げることも出来る。
- プライマリ：投擲（攻撃力：10）
- セカンダリ：なし
- 所持数：15

## マルチプレイヤー
『ハーフライフ』には時間制限内にできるだけ多くの敵を倒すゲームモード「Half-Life DeathMatch」（略称HL:DM）が搭載されている。本編中に登場するほぼすべての武器が収録されている。トリップマインをスポーンポイントに仕掛ける事で、開始地点で即死させたりすることができる点でほかのデスマッチゲームとは一味違うゲームになっている。ただし、「Half-Life DeathMatch」での通信対戦は少なく『カウンターストライク』や『Day of Defeat』などのMODでの対戦が多い。
2007年現在Steamのゲームリストには掲載されていないが、これは『Half-life DeathMatch:Source』や『Half-life2:DeathMatch』とは違い、単独作品として作られているのではなく、『Half-life』のマルチプレーが「HL:DM」という事である。こういったFPSのマルチプレーと言うと、シングルプレーを多人数でプレーするCOOPモードが主流であったが、『Half-life』本体では対応しておらず、『Sven Co-Op』というMODが必要になる（このMOD自体はValve社公認MODとなったためsteamを通してDL可能）。なお、名前が紛らわしいが『DeathMatch Classic』は『Quake』のデスマッチを『HL』に移植したMODであり（『Team Fortress Classic』と同じような方式）、『HL』本編とは特に関係は無い。
また、マッチングサービスは2002年にリリースされたバージョン1.1.1.0まではSierra社が運営していたWorld Opponent Network（WON）を使っていたが、2004年7月31日にすべての認証サーバーを停止し、それ以後は2003年10月に正式サービスが始まったValve Softwareのマッチングサービス兼ゲーム配信システムSteamに完全移行した。その後、Sierra社のサイトのカタログからは『Half-Life』関連の情報は削除されており、何も載っていない。

## 動作環境

### Sierra版
『HλLF-LIFE generation』の記載条項より。
最低要件（推奨要件）
- OS：Windows 95、98、NT
- CPU：Pentium 133MHz（Pentium 166MHz以上）
- メモリ：24MB（32MB以上）
- CD-ROMドライブ：2倍速以上
- ハードディスクドライブ：400MB以上の空き領域
- ビデオメモリ：2MB（OpenGL又はDirect3Dが動作するカード）
- ディスプレイ：640x480の解像度でHigh-color（16 ビットカラー）で表示できるもの（ゲーム自体の解像度は400x300、512x384も選択可能）
- DirectX：6.0以上
- マウス
- キーボード
- 通信環境（『チームフォートレスクラシック』、『カウンターストライク』の場合）：28.8Kbps以上の通信速度で通信が可能な環境

### Steam版
Steamのゲーム紹介ページより。
ゲーム自体に要求されるスペックはSierra版とそれほど変わらないが、Steamを起動しながらでないとゲームが遊べない為、若干ハードルが高くなっている。また、対応する解像度が一部異なっている。
最低要件（推奨要件）
- OS：Windows 2000、XP
- CPU：500MHz以上（800MHz以上）
- メモリ：96MB以上（128MB以上）
- ビデオメモリ：16MB以上（32MB以上）
- マウス
- キーボード
- インターネット接続

### Source版
Steamのゲーム紹介ページより。エンジンが『HL2』の物に変わっている為に動作環境もそれに準ずるが、『HL2』よりもテクスチャやマップの処理量が遥かに少ない為、『HL2』よりは軽快に動作する。
最低要件（推奨要件）
- OS：Windows 2000、XP
- CPU：1.2GHz以上（2.4GHz以上）
- メモリ：256MB以上（512MB以上）
- ビデオメモリ：DirectX7レベル以上のグラフィックカード（DirectX9レベル以上）
- マウス
- キーボード
- インターネット接続